# 電離真空計
電離真空計（でんりしんくうけい）は、気体をイオン化させ、流れる電流を測定することによって圧力を求める真空計の一種である。三極真空管にきわめて似た構造をもつが、動作原理はまったく違うものである。
電子が飛び出すフィラメント、グリッド、イオンを集めるコレクタより構成される。
フィラメントより飛び出した電子は何度か往復しながらグリッドへ向かうが、
その過程で電子は気体をイオン化していく。
当然気体の圧力が高いほうがイオン化される分子、原子が多い事になる。
イオン化された気体は
-にバイアスされたコレクタに流れ込み、その電流を測定することによって
間接的に圧力を測定している。
気体の種類によってイオン化される効率に違いがあるため、気体の種類が変われば他の真空計と同じように測定値に大幅な変化をきたすおそれもある。測定の上限は酸素などの酸化性ガスでなければ1Pa程度であるが、高い圧力で作動させるとフィラメントの消耗が激しい。
グリッドから放出される軟エックス線による光電効果により
測定に関係のない電流がコレクタに流れこみ、測定不能になることによるため、 測定の下限は 1 × 10−5 Pa 程度である。
同じ原理で動作する真空計としてB-Aゲージがあるが、こちらはコレクタの面積を減らし軟エックス線の影響を減らしている。